# Конюша
Коню́ша — село в Україні, в Обухівському районі Київської області. Населення становить 5 осіб.